# Норвуд (Міссурі)
Норвуд (англ. Norwood) — місто (англ. city) в США, в окрузі Райт штату Міссурі. Населення — 578 осіб (2020).

## Географія
Норвуд розташований за координатами 37°6′26″ пн. ш. 92°25′8″ зх. д. / 37.10722° пн. ш. 92.41889° зх. д. (37.107192, -92.418931).  За даними Бюро перепису населення США в 2010 році місто мало площу 4,15 км², уся площа — суходіл.

## Демографія
Згідно з переписом 2010 року, у місті мешкало 665 осіб у 241 домогосподарстві у складі 167 родин. Густота населення становила 160 осіб/км².  Було 277 помешкань (67/км²).
Расовий склад населення:
| - 96,1 % — білих - 0,9 % — корінних американців - 0,9 % — чорних або афроамериканців |

До двох чи більше рас належало 2,0 %. Частка іспаномовних становила 1,4 % від усіх жителів.
За віковим діапазоном населення розподілялося таким чином: 31,9 % — особи молодші 18 років, 58,3 % — особи у віці 18—64 років, 9,8 % — особи у віці 65 років та старші. Медіана віку мешканця становила 31,9 року. На 100 осіб жіночої статі у місті припадало 107,2 чоловіків;  на 100 жінок у віці від 18 років та старших — 92,8 чоловіків також старших 18 років.
Середній дохід на одне домашнє господарство  становив 32 932 долари США (медіана — 24 444), а середній дохід на одну сім'ю — 38 307 доларів (медіана — 24 907). Медіана доходів становила 40 417 доларів для чоловіків та 24 444 долари для жінок. За межею бідності перебувало 41,9 % осіб, у тому числі 51,1 % дітей у віці до 18 років та 13,1 % осіб у віці 65 років та старших.
Цивільне працевлаштоване населення становило 245 осіб. Основні галузі зайнятості: виробництво — 25,7 %, освіта, охорона здоров'я та соціальна допомога — 22,4 %, будівництво — 13,5 %, мистецтво, розваги та відпочинок — 9,8 %.